# Huedepohliana constanzae
Huedepohliana constanzae är en skalbaggsart som först beskrevs av Hüdepohl 1983.  Huedepohliana constanzae ingår i släktet Huedepohliana och familjen långhorningar. Inga underarter finns listade i Catalogue of Life.